# Péaule
Péaule är en kommun i departementet Morbihan i regionen Bretagne i nordvästra Frankrike. Kommunen ligger i kantonen Questembert som tillhör arrondissementet Vannes. År 2022 hade Péaule 2 856 invånare.

## Befolkningsutveckling
Antalet invånare i kommunen Péaule
| Referens: INSEE |